# Blanes HCF
El Blanes Hoquei Club Fundació, o simplemente Blanes HC, fue un club de hockey sobre patines de la localidad gerundense de Blanes. Fue fundado en el año 1961 y disuelto en 2015. Ese mismo año nació un nuevo club denominado Club Patí Blanes Atlètic, que milita en el grupo D de la Segunda División Catalana y que disputa sus partidos también en las instalaciones de la Ciudad Deportiva de Blanes.

## Historia
El éxito más importante del club fue el triunfo en la final de la Copa del Rey de 2001, en la que derrotó al Club Patí Voltregà. También cabe destacar el subcampeonato de la Copa de la CERS de la temporada 2009-10 perdida ante el HC Liceo. Este resultado le permitió jugar la Liga Europea de la temporada siguiente en la que fue eliminado en los cuartos de final por el Candelária SC.
El club organizó desde 2004 hasta el 2011 el trofeo Blanes Golden Cup (competición oficial reconocida por la Federación Internacional de Patinaje), proclamándose campeón en las ediciones de 2006 y 2007.

## Palmarés
- 1 Copa del Rey: 2001
- 2 Trofeos Blanes Golden Cup: 2006 y 2007